# Red Jacket

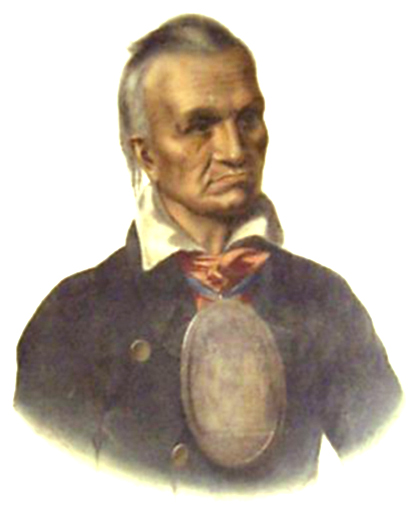
Red Jacket

Red Jacket (Nueva York, 1758-1830) es el nombre que recibió de los británicos el orador seneca Sagoyewatha, "el que los mantiene despiertos". En 1792 marchó a Washington para negociar la Independencia de las Seis Naciones, así como lo hizo en 1794 en Buffalo Creek, y destacaría por el poder de su oratoria. En 1805 criticaría la actitud hipócrita de los misioneros cristianos y su actitud en la venta de alcohol a los indios. Los últimos años de su vida los pasaría dirigiendo una facción enfrentada tanto a Joseph Brant como a Cornplanter, ya que nunca aceptó las enseñanzas de Handsome Lake.